# Люди Ікс: Апокаліпсис
«Люди Ікс: Апокаліпсис» (англ. X-Men: Apocalypse) — американський супергеройський бойовик режисера та продюсера Браяна Сінгера, що вийшов 2016 року. У головних ролях Джеймс Мак-Евой, Майкл Фассбендер, Дженніфер Лоуренс, Оскар Айзек. Стрічка є продовженням фільму «Люди Ікс: Дні минулого майбутнього» (2014) і восьмим у серії фільмів «Люди Ікс».
Вперше у США фільм продемонстрували 27 травня 2016 року, а в Україні — 19 травня 2016 року.

## Сюжет
У Стародавньому Єгипті, 3600 року до н. е. відбувається процесія правителя. Древній мутант Ен Сабах Нур і його слуги в масках божеств прямують до піраміди, в якій готується ритуал. Ен Сабах Нур планує перенестися в тіло іншого мутанта, щоб отримати його здатність до зцілення аби жити вічно, але тим часом група змовників серед варти намагається зірвати ритуал, щоб покласти край правлінню Ен Сабах Нура. Вони руйнують опори всередині піраміди, від чого споруда починає завалюватися всередину себе самої. Четверо вірних слуг-мутантів ціною своїх життів рятують життя господареві, але Ен Сабах Нур встигає перенестися у тіло мутанта і опиняється глибоко під завалами не взмозі вибратися.
Настає 1983 рік, минуло 10 років відколи світ дізнався про існування мутантів. Після подій у Вашингтоні формально між звичайними людьми і мутантами панує мир, та насправді мутантів бояться і переслідують. У Каїрі агент ЦРУ Мойра МакТарґґерт стає свідком того, як сектанти культу Ен Сабах Нура, розкопавши уламки його піраміди, читають молитви. На уламки, через проникнення Мойри, падає сонячне світло і вмикає пірамідіон, що керує ритуалом. Стародавній мутант пробуджується. Він розкидає завал і виривається на поверхню, спричиняючи землетруси в усьому світі.
На той час Магнето повернувся на батьківщину в Польщу, змінив ім'я на Хенрік Гуржський, і вже 10 років живе в глибинці. Приховуючи свої здібності, він має дружину і доньку. Працюючи на ливарному заводі, він відчуває землетрус, який перекидає чан з розплавленим металом. Ерік рятує своєю силою колегу, але боїться, що це помітили. Він приймає рішення терміново їхати, та не знаходить дочки Ніни. Разом з дружиною Ерік біжать в ліс шукати її та обоє потрапляють в засідку міліції. Від нього вимагають здатися в обмін на дочку, попередньо озброївшись луками і не взявши жодних залізних речей, якими б той міг маніпулювати. Ерік погоджується, Ніну відпускають і дівчинка, також мутант, прикликає звідусіль птахів на порятунок батька. Один з міліціонерів випадково випускає стрілу, що смертельно пронизує Ерікових дружину й дочку. Той у розпачі, взявши металевий медальйон дочки, розганяє його до величезної швидкості, вбиваючи всіх міліціонерів.
Тим часом Рейвен Дархолм в Східній Європі допомагає мутантам. У Східному Берліні вона звільняє Курта Вагнера і Ангела з підпільної бійцівської арени. Нічний Змій слідує за нею, хоча вона вважає, що її робота виконана. Рейвен приходить до Калібана, мутанта, що служить її інформатором. Калібан користується телепатичними здібностями своєї колеги-охоронця Псайлок і розповідає Рейвен про інцидент з Еріком. Рейвен вирішує звернутися у цій справі до професора Чарльза Ксав'єра, який був другом Магнето.
Паралельно школяр Скотт Саммерс відчуває як щось негаразд з його очима. Зіткнувшись з ревнивим хуліганом, він вистрілює лазерними променями з очей, руйнуючи власну школу. Старший брат Скотта, Алекс, привозить його в школу професора Ксав'єра, де Скотт знайомиться з Джин Грей, володаркою дару телепатії і телекінезу. Випробувавши силу Скотта, професор охоче приймає його в свою школу для обдарованих дітей. Генк МакКой (Звір) робить Скотту окуляри з рубіновим склом, що стримують його промені та дозволяють бачити, хоча й лише в червоних тонах.
Після пробудження Ен Сабах Нура, Джин мучать нічні кошмари, в яких видно повсюдні руйнування та образ лиходія. Чарльз вирішує за допомогою телепатичного пристрою Церебро з'ясувати причину її кошмарів. Йому вдається вислідкувати в Каїрі Мойру, після чого професор вирушає з Генком і Алексом в штаб-квартиру ЦРУ поговорити з нею. Мойра не впізнає Чарльза і його супутників, оскільки Ксав'єр після подій на Кубі стер їй пам'ять. Однак Мойра розуміє, що прибулі не звичайні люди, і розповідає про мутанта Ен Сабах Нура, імовірно першого мутанта в світі. Переселяючи свій розум в нове тіло з постарілого, він переймає здібності нового, зберігаючи колишні, таким чином ставши найсильнішим з мутантів. Почувши про його чотирьох слуг, Алекс порівнює їх з Чотирма вершниками Апокаліпсису, звідки виникає прізвисько Ен Сабах Нура.
Мутант Пітер Максімофф, інакше знаний як Ртуть, дивиться сюжет новин про Магнето до 10-річчя подій у Вашингтоні. Розуміючи, що Магнето — його батько, Пітер вирушає дізнатися більше в професора Ксав'єра.
Ен Сабах Нур (Апокаліпсис) ходить Каїром, спостерігаючи за сучасним життям. Він натрапляє на мутантку-злодійку Ороро Монро, яку рятує від розлючених торговців, демонструючи здатність керувати матерією. Монро пробує заговорити з ним, Ен Сабах Нур торкається до телевізора і з його допомогою вивчає сучасні мови і дізнається що сталося в світі за час його сплячки. Ен Сабах Нур вважає, що людство пішло хибним шляхом і зіпсутий світ мусить бути перероджений, як Ен Сабах Нур вже багато разів робив за світову історію. Щоб зібрати нових чотирьох слуг, мутант підсилює сили Монро, перетворюючи її на Шторм. В пошуках інших обоє вирушають до Калібана, де збільшує сили Псайлок, за що та стає на його бік. Ангелу Ен Сабах Нур дає нові залізні крила і здатність стріляти своїми металевими пір'їнами. Останнім обранцем він робить Магнето, який тим часом повернувся на завод, щоб помститися тим, хто видав його. Апокаліпсис з легкістю вбиває всіх його колег і кличе Магнето з собою. Він переносить Еріка в концтабір Освенцим, де в 1944 році вперше проявилися його здібності. Той з підсиленими здібностями (відчуваючи мікроскопічні частинки металу в усіх предметах навколо), через спогади про втрату матері та сім'ї руйнує весь концтабір.
Чарльз із Мойрою прибувають до його школи, де зустрічаєють Рейвен і Курта. Ксав'єр за допомогою Церебро телепатично зв'язується з Магнето. Ерік відповідає йому що настав час світу поквитатися за все, що він у нього відібрав. Це відчуває Ен Сабах Нур, вражений такою, досі невідомою йому, здатністю. Він проникає через зв'язок Еріка в свідомість Ксав'єра і перехоплює керування Церебро. Збільшуючи його сили, Апокаліпсис захоплює контроль над операторами всіх ядерних об'єктів світу, змушуючи запустити всі ядерні ракети в космос. Боєголовки лишаються на орбіті, а Ен Сабах Нур таким чином позбавляє людей можливості протистояти йому. Чарльз просить Алекса зруйнувати Церебро. Хоча це і вдається, Ен Сабах Нур телепортується в школу для обдарованих дітей, щоб забрати Ксав'єра. Магнето захоплює Ксав'єра, коли Алекс намагається зупинити викрадачів, його промінь влучає в двигун шкільного літака, спричиняючи вибух. В цю мить Пітер прибуває до школи, і бачачи лихо, користується своєю швидкістю, щоб винести всіх присутніх там за мить до руйнації будівлі. Та за хвилину він розуміє, що не встиг винести брата Скотта, який знаходився найближче до епіцентру вибуху. Раптово на місце вибуху на вертольоті прибуває військова група на чолі з Вільямом Страйкером, який займається експериментами над мутантами. Оглушивши всіх мутантів спеціальною зброєю, Страйкер забирає Рейвен, Пітера, Мойру і Генка. Джин, Скотт і Курт, яких не зачепила зброя, проникають на вертоліт, але усвідомлюють, що там діє поле, яке приглушує їхні здібності.
На базі Страйкера мутанти шукають спосіб звільнити своїх друзів і знаходять контейнер, про який Джин говорить, що всередині людина, якій стерли пам'ять і перетворили на зброю. Вона відкриває контейнер, звідти виривається розлючений Лоґан (Росомаха) і вбиває охорону бази. Юні мутанти наздоганяють його, Джин за допомогою телепатії заспокоює Лоґана і повертає йому частину пам'яті. Він тікає в ліс. Апокаліпсис вимагає, щоб Чарльз відправив всьому людству послання. Збільшивши його силу, він диктує Ксав'єру що казати і це чує кожна людина на планеті. Але разом з тим Чарльзу вдається передати окреме повідомлення Джин із вказівкою шукати його в Каїрі. Замість останньої фрази, в якій Ен Сабах Нур каже найсильнішим, що вони успадкують Землю, Чарльз закликає всіх найсильніших, захищати слабших. Апокаліпсис вирішує переселитися в тіло Чарльза, щоб заволодіти його телепатичними здібностями і мати владу над кожною людиною на планеті. Джин, отримавши послання професора, за допомогою Курта і Скотта звільняє інших. Отямившись, Пітер повідомляє Рейвен, що Магнето — його батько. Вони викрадають літак Страйкера та відлітають в Каїр.
Ен Сабах Нур наказує Магнето зруйнувати все, що було побудовано людьми за час його відсутності. Магнето створює магнітне поле, яким викликає всесвітні руйнування всього, що містить метал. На ритуальних столах Ен Сабах Нур і Ксав'єр лягають поруч, а Ангел, Псайлок і Шторм отримують вказівку охороняти піраміду. Рейвен і Пітер знаходять Магнето в Каїрі та намагаються переконати його зупинитися. Рейвен пробує довести Еріку, що він не втратив всю свою сім'ю. Курту вдається пробратися в центр піраміди і винести Чарльза на літак, коли Ен Сабах Нур вже майже перенісся в його тіло. Та через це професор втрачає волосся. Псайлок і Ангел намагаються наздогнати літак, тоді Курт з кількох спроб здійснює телепортацію всіх з борту в місто. Літак же падає серед руїн з Ангелом на борту, а Псайлок встигає вистрибнути.
Ен Сабах Нур телепортується з піраміди, щоб розшукати Чарльза. Пітер знущально починає битися, швидко бігаючи навколо, однак Ен Сабах Нур за допомогою своїх сил його помічає, ловить і калічить. Псайлок замість добити Пітера розсікає своєму володареві шию. Ен Сабах Нур неочікувано зцілюється і береться душити Псайлок, якою виявилася Містік. Ксав'єр вирішує здатися, щоб не допустити ще більше смертей, але усвідомлює, що після перерваного ритуалу тісно пов'язаний з Апокаліпсисом. Професор переносить Апокаліпсиса до своєї свідомості і показує йому як це - чути усіх людей у світі, де відтворює школу для обдарованих дітей. Зав'язується бій і Апокаліпсис відволікається від реальності. Коли Апокаліпсис пересилює і знаходить укриття, Чарльз звертається до Джин за допомогою. У цей час Магнето вирішує допомогти і на слова Апокаліпсиса про зраду він відповідає, що зрадив не його, а інших, тому атакує його залізними уламками. Попри це Апокаліпсис долає всіх навколо і лишається один проти Магнето. Джин приєднується до битви Ксав'єра в його розумі та випускає силу Фенікса. В реальності це оглушує лиходія, чим Звір користується, щоб допомогти іншим мутантам. За допомгою своєї сили Джин зриває з Апокаліпсиса обладунки. Магнето пронизує Апокаліпсила балками, а Циклоп вражає його променями. Не взмозі протистояти, Ен Сабах Нур намагається телепортуватися, але від нього відвертається і Шторм, бачачи як він знехтував пораненим Ангелом і рештою своїх слуг. Джин добиває лиходія телекінезом, розсіюючи його на пил. Останніми слова Апокаліпсиса були - "Усе відкрилось".
Чарльз повертає пам'ять Мойрі, а світові відкривається як мутанти, зокрема Магнето, зупинили Апокаліпсиса. Багато хто вважає це божественним втручанням, хоча боязнь перед мутантами лишається. Ерік і Джин за допомогою своїх сил заново відбудували школу Ксав'єра. Шторм вирішує приєднатися до Людей Ікс і залишитися в школі. Магнето не поділяє гуманізму Ксав'єра, проте вони мирно говорять і Ерік іде, мирно прощаючись з професором. Рейвен і Генк лишаються керувати тренуванням Людей Ікс «Першого Покоління», серед яких і Скотт, який отримує образ Циклопа.
У сцені після титрів невідомий в піджаку забирає з бази Страйкера зразок крові Росомахи і поміщає його в валізку з написом «ESSEX Corp».

## У ролях
| Актор             | Роль |
| ----------------- | --- |
| Джеймс Мак-Евой   | Чарльз Ксав'єр / Професор Ікс, мутант з телепатичними здібностями                                          |
| Майкл Фассбендер  | Ерік Леншер / Магнето, мутант зі здібністю керувати металом                                                |
| Дженніфер Лоуренс | Равен Даркголм / Містік, мутант зі здібністю змінювати подобу                                              |
| Оскар Айзек       | Ен Сабах Нур / Апокаліпсис, древній мутант з різноманітними здібностями                                    |
| Ніколас Голт      | Генк МакКой / Звір, мутант зі звіриною подобою, силою, швидкістю і спритністю, а також видатним інтелектом |
| Роуз Бірн         | Мойра МакТарґґерт, агент ЦРУ                                                                               |
| Еван Пітерс       | П'єтро Максимов / Ртуть, мутант зі здібністю швидко бігати                                                 |
| Тай Шерідан       | Скотт Саммерс / Циклоп, мутант зі здібністю випускати силові промені з очей                                |
| Софі Тернер       | Джин Грей, мутант із телепатичними і телекінетичними здібностями                                           |
| Александра Шипп   | Ороро Монро / Шторм, мутант зі здібністю керувати погодою                                                  |
| Коді Сміт-Макфі   | Курт Вагнер / Нічний змій, мутант зі здібністю телепортації                                                |
| Бен Гарді         | Уоррен Вортінгтон III / Архангел, мутант з крилами                                                         |
| Олівія Манн       | Елізабет Бреддок / Псайлок, мутант з телепатичними та енергокінетичними здібностями                        |
| Лана Кондор       | Джубілейшн Лі / Джубілі, мутант зі здібністю створювати високотемпературні плазмоїди                       |
| Г'ю Джекман       | Логан / Росомаха (камео)                                                                                   |
| Браян Сінгер      | охоронець (камео)                                                                                          |
| Стен Лі           | камео |

### Дубляж українською мовою
Дублювання українською мовою зроблено студією «Postmodern Postproduction». Переклад здійснено Надією Бойван, режисером дубляжу була Катерина Брайковська, звукорежисер — Олександр Мостовенко.
Ролі озвучили: Павло Скороходько, Андрій Федінчик, Катерина Брайковська, Юрій Сосков, Андрій Мостововенко, Оксана Поліщук, Андрій Твердак, Наталія Романко-Кісельова, Павло Лі, Андрій Соболєв, Дмитро Сова та інші.

## Створення фільму

### Знімальна група
- Кінорежисер — Браян Сінгер
- Сценарист — Саймон Кінберг
- Кінопродюсери — Браян Сінґер, Саймон Кінбергі Лорен Шулер Доннер
- Виконавчі продюсери — Тодд Галловел, Стен Лі, Джош МакЛаґлен і Браян Сінґер
- Композитор — Джон Оттмен
- Кінооператор — Ньютон Томас Сіґел
- Кіномонтаж — Джон Оттмен
- Підбір акторів — Роджер Массенден
- Художник-постановник: Ґрант Мейджор
- Артдиректор — Мішель Лаліберте
- художник по костюмах — Енн Кулджіен[8].

### Виробництво
Про новий фільм серії «Людей Ікс» кінокомпанія «20th Century Fox» оголосила 5 грудня 2013 року, компанія представила назву «Люди Ікс: Апокаліпсис» та дату виходу було призначено на 27 травня 2016 року. У вересні 2014 року «Fox» уклала угоду, режисером стрічки буде Браян Сінгер. До того над фільмом вже велася робота, Саймон Кінберг писав сценарій на основі історії Сінгера, Кінберга, Майкла Доґерті і Дена Гарріса. Продюсуванням фільму займалися Сінгер, Кінберг, Лорен Шулер Доннер і Гатч Паркер, а сам початок процесу продюсування запланували на початок 2015 року. Підбір акторів розпочався у жовтні 2014 року, про що на своїй сторінці у Twitter'і повідомив режисер Браян Сінгер.

## Сприйняття

### Оцінки
Станом на 4 вересня 2015 року на онлайн-версії щомісячного журналу про кінематограф «Empire», відповідаючи на питання «На скільки вас радує вихід фільму «Люди Ікс: Апокаліпсис»?», 50 % глядачів обрали варіант «О так, замовляю квитки зараз же», 30 % обрали «Та я краще з'їв би свої ноги», 20 % обрали варінт «Найкращий. Фільм. За весь час». Очікування фільму на сайті Rotten Tomatoes становило 100 % із 59 969 голосів, а очікуваний рейтинг фільму на сайті Kino-teatr.ua — 8,77/10 із 22 голосів.
Фільм отримав змішані відгуки: Rotten Tomatoes дав оцінку 51 % на основі 109 відгуків від критиків (середня оцінка 5,3/10). Загалом на сайті фільми має поганий рейтинг, фільму зарахований «гнилий помідор» від кінокритиків, Internet Movie Database — 7,8/10 (12 011 голосів), Metacritic — 51/100 (25 відгуків критиків). Загалом на цьому ресурсі від критиків фільм отримав змішані відгуки.

### Касові збори
Під час показу в Україні, що розпочався 19 травня 2016 року, протягом першого тижня на фільм було продано 136 771 квиток, фільм показали у 286 кінотеатрах і він зібрав 10 780 931 ₴, або ж 432 032 $, що на той час дозволило йому зайняти 1 місце серед усіх прем'єр.
Під час показу у США, що розпочався 27 травня 2016 року, протягом першого тижня фільм показали у 4 150 кінотеатрах і він зібрав 65 300 000 $, що на той час дозволило йому зайняти 1 місце серед усіх прем'єр. Станом на 30 травня 2016 року показ фільму триває 4 дні (0,6 тижня), зібравши за цей час у прокаті у США 80 000 000 доларів США, а у решті світу 182 039 408 $ (за іншими даними 185 800 000 $), тобто загалом 262 039 408 доларів США (за іншими даними 265 800 000 $) при бюджеті 178 млн доларів США.

## Музика
Музику до фільму «Люди Ікс: Апокаліпсис» написав Джон Оттмен, саундтрек вийшов 20 травня 2016 року на лейблі «Sony Classical».
| Список треків | Список треків                              | Список треків |
| #             | Назва                                      | Тривалість    |
| ------------- | ------------------------------------------ | ------------- |
| 1.            | «Apocalypse»                               | 3:43          |
| 2.            | «The Transference»                         | 3:50          |
| 3.            | «Pyramid Collapse / Main Titles»           | 2:25          |
| 4.            | «Eric's New Life»                          | 1:27          |
| 5.            | «Just A Dream»                             | 1:16          |
| 6.            | «Moira's Discovery / Apocalypse Awakes»    | 4:35          |
| 7.            | «Shattered Life»                           | 2:54          |
| 8.            | «Going Grey / Who The F Are You?»          | 1:49          |
| 9.            | «Eric's Rebirth»                           | 2:48          |
| 10.           | «Contacting Eric / The Answer!»            | 5:01          |
| 11.           | «Beethoven Havok»                          | 2:53          |
| 12.           | «You Can See»                              | 1:31          |
| 13.           | «New Pyramid»                              | 2:13          |
| 14.           | «Recruiting Psylocke»                      | 2:04          |
| 15.           | «Split Them Up!»                           | 4:15          |
| 16.           | «A Piece Of His Past»                      | 1:42          |
| 17.           | «The Magneto Effect»                       | 4:26          |
| 18.           | «Jet Memories»                             | 1:46          |
| 19.           | «The Message / Some Kind Of Weapon»        | 4:01          |
| 20.           | «Great Hero / You Betray Me»               | 5:13          |
| 21.           | «Like A Fire»                              | 4:24          |
| 22.           | «What Beach?»                              | 1:51          |
| 23.           | «Rebuilding / Cuffed / Goodbye Old Friend» | 3:35          |
| 24.           | «You're X-Men / End Titles»                | 4:09          |
| 25.           | «Rest Young Child (Vocal Version)»         | 2:18          |
| 1:16:38       |                                            |               |

### Виноски
1. 1 2  X-Men: Apocalypse: Release Info (англ.). Internet Movie Database. Архів оригіналу за 16 грудня 2015. Процитовано 17 серпня 2015.
2. 1 2 3  Люди Ікс: Апокаліпсис. Kino-teatr.ua. Архів оригіналу за 10 лютого 2016. Процитовано 13 січня 2016.
3. 1 2  Anthony D'Alessandro (24 травня 2016). ‘X-Men’ & ‘Alice’ To Boost Memorial Day Weekend After Last Year’s Holiday Apocalypse (англ.). Deadline.com. Архів оригіналу за 28 травня 2016. Процитовано 31 травня 2016.
4. 1 2 3 4  X-Men: Apocalypse (англ.). Box Office Mojo. Архів оригіналу за 4 березня 2017. Процитовано 10 червня 2016.
5. ↑  X-Men: Apocalypse (2016) (англ.). AllMovie. Архів оригіналу за 8 березня 2016. Процитовано 31 травня 2015.
6. ↑  Люди Ікс: Апокаліпсис. Ukrainian Film Distribution. Архів оригіналу за 3 серпня 2016. Процитовано 13 січня 2016.
7. ↑  X-Men: Apocalypse (англ.). Postmodern LLC. Архів оригіналу за 21 липня 2016. Процитовано 21 липня 2016.
8. ↑  X-Men: Apocalypse: Full Cast & Crew (англ.). Internet Movie Database. Архів оригіналу за 21 лютого 2015. Процитовано 17 серпня 2015.
9. ↑  Rebecca Ford, Borys Kit (5 грудня 2013). Release Date Announced for 'X-Men: Apocalypse' (англ.). The Hollywood Reporter. Архів оригіналу за 27 жовтня 2014. Процитовано 14 лютого 2016.
10. ↑  Mike Fleming Jr (22 вересня 2014). Bryan Singer Set To Helm ‘X-Men: Apocalypse’ (англ.). Deadline. Архів оригіналу за 16 лютого 2016. Процитовано 14 лютого 2016.
11. ↑  Bryan Singer [@BryanSinger] (10 жовтня 2014). The glamorous casting process begins! (Твіт)  (англ.). Архів оригіналу за 15 лютого 2016. Процитовано 14 лютого 2016 — через Твіттер.
12. ↑  X-Men: Apocalypse (англ.). Empire. Архів оригіналу за 5 вересня 2015. Процитовано 4 вересня 2015.
13. ↑  X-Men: Apocalypse (англ.). Rotten Tomatoes. Архів оригіналу за 26 травня 2017. Процитовано 20 травня 2016.
14. ↑  X-Men: Apocalypse (англ.). Internet Movie Database. Архів оригіналу за 15 квітня 2017. Процитовано 20 травня 2016.
15. ↑  X-Men: Apocalypse (англ.). Metacritic. Архів оригіналу за 28 червня 2016. Процитовано 20 травня 2016.
16. 1 2  Бокс-Офіс 20 (2016): Апокаліпсис, що не відбувся. Kino-teatr.ua. Архів оригіналу за 3 травня 2017. Процитовано 31 травня 2016.
17. ↑  X-Men: Apocalypse — Ukraine Weekend Box Office (англ.). Box Office Mojo. Архів оригіналу за 5 червня 2016. Процитовано 31 травня 2016.
18. 1 2 3  X-Men: Apocalypse (2016) (англ.). The Numbers. Архів оригіналу за 9 червня 2016. Процитовано 10 червня 2016.
19. ↑  John Ottman. X-Men: Apocalypse (Original Motion Picture Soundtrack) (англ.). Allmusic. Архів оригіналу за 10 серпня 2016. Процитовано 24 липня 2016.
20. ↑  filmmusicreporter (12 травня 2016). ‘X-Men: Apocalypse’ Soundtrack Details (англ.). Film Music Reporter. Архів оригіналу за 12 вересня 2019. Процитовано 24 липня 2016.
21. ↑  John Ottman ‎– X-Men: Apocalypse (Original Motion Picture Soundtrack) (англ.). Discogs. Архів оригіналу за 5 лютого 2017. Процитовано 24 липня 2016.